# Estàtua de Teucre
Teucre és una estàtua creada per l'escultor gallec Cándido Pazos, situada a Pontevedra (Galícia). És a la plaça de San José, damunt del rellotge de l'edifici central de l'antiga Caixa d'Estalvis Provincial de Pontevedra i s'inaugurà el 15 de juliol de 2006.

## Història
Teucre és el mític fundador de la ciutat de Pontevedra. Conta la llegenda que el mític arquer Teucre, fill del rei Telamó (rei de Salamina), va seguir una sirena, Leucoina, a l'exili cap a la ria de Pontevedra i hi va fundar llavors la ciutat.
Abans de la fundació de la ciutat, Teucre, amb el seu germà Àiax i el seu cosí Aquil·les, havia anat a la Guerra de Troia. Però quan aquesta llarga guerra conclou i ells tornen a casa, els herois no foren ben rebuts, ni tan sols per les seues famílies. Teucre, rebutjat per son pare, va partir a la recerca d'una nova pàtria a Occident i arribà a la península Ibèrica, viatjà al llarg de la costa, travessà l'estret de Gibraltar i fundà una colònia grega, Hellenes, que més tard seria Pontevedra.

## Descripció
L'escultura és en bronze i té 6 m d'alçada.
Pesa 2 tones i està ancorada amb un espigó d'acer al petit pavelló del rellotge de la part superior de l'edifici de la Caixa d'Estalvis de Pontevedra. L'escultura dona sensació de lleugeresa i ens fa pensar que sura en l'aire en el buit.
Teucre s'hi representa com un jove atleta nu amb un arc modernista i l'expressió d'haver arribat a la seua destinació.

## Curiositats
La ciutat donà el nom de Teucre al 1843 a la plaça més antiga del centre històric, que fins llavors s'anomenava plaça de la Ciutat o plaça del Pa.
A la façana de la Cambra Municipal de Pontevedra (1880), hi ha una inscripció sobre la fundació de la ciutat per l'arquer grec Teucre:
|  |

| (Traducció:) Teucre, el coratjós, et va fundar al marge d'aquest riu, perquè fosses de Galícia la més bella de les ciutats; l'espasa de Zebedeu corona la teua gentilesa; un castell, pont i mar són prova de la teua noblesa. |

El 1956, una estàtua de granit de Teucre amb una creu darrere s'afegí a l'arc de la font que tanca l'atri de l'Església de la Verge Pelegrina.

## Galeria d'imatges

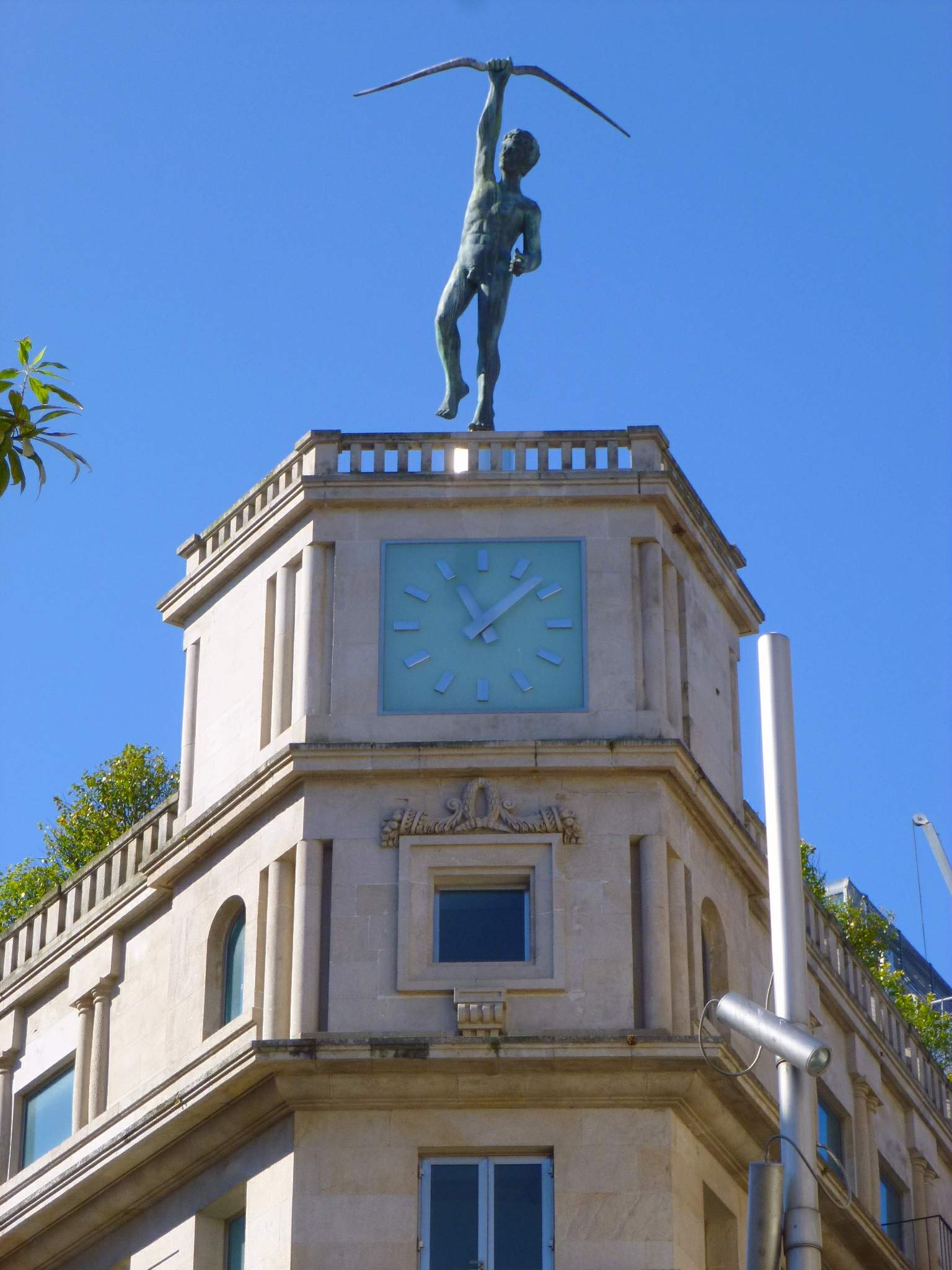
Teucre sobre el rellotge a l'edifici de la Caixa Provincial de Pontevedra
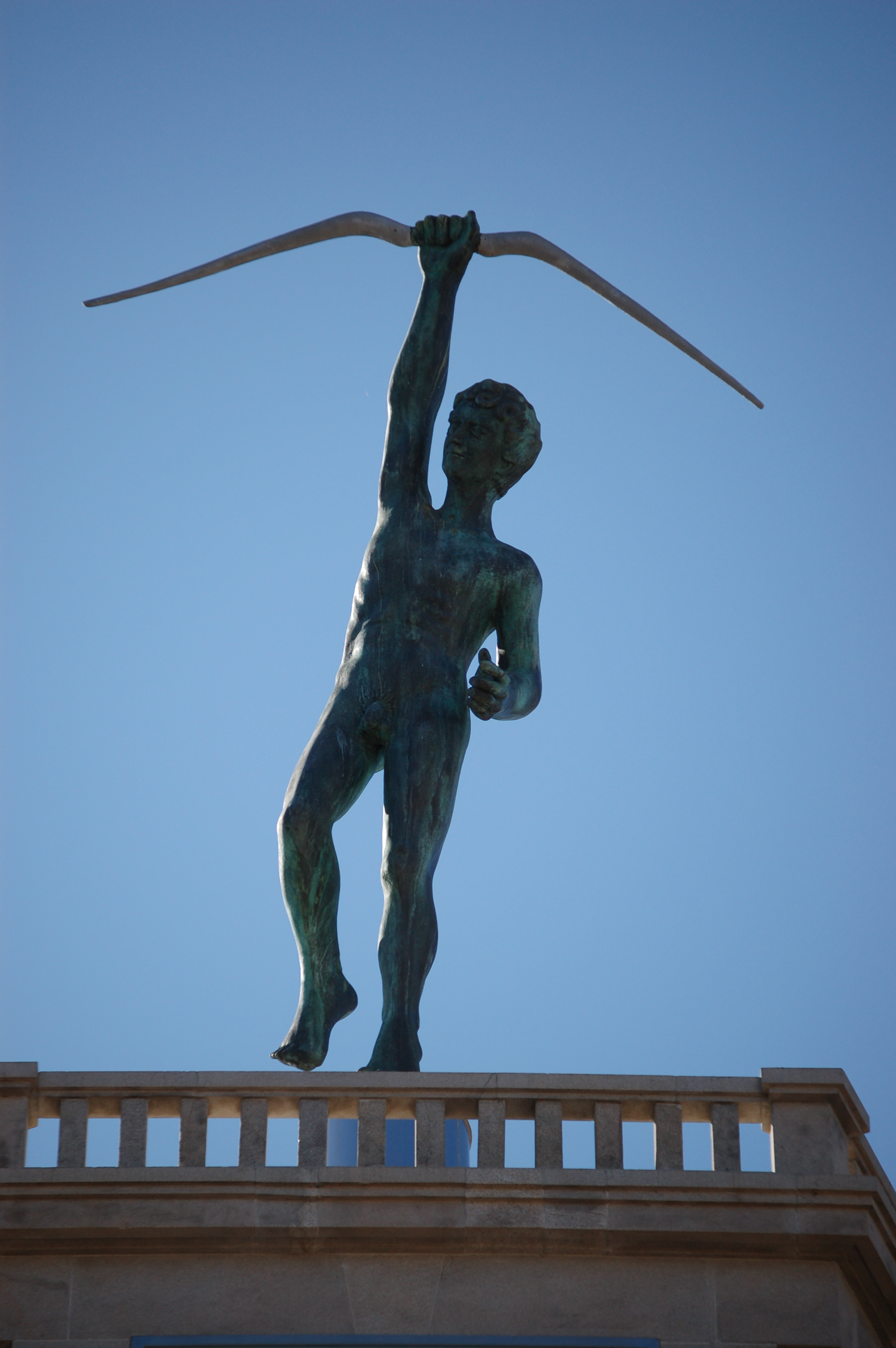
Estàtua de Teucre
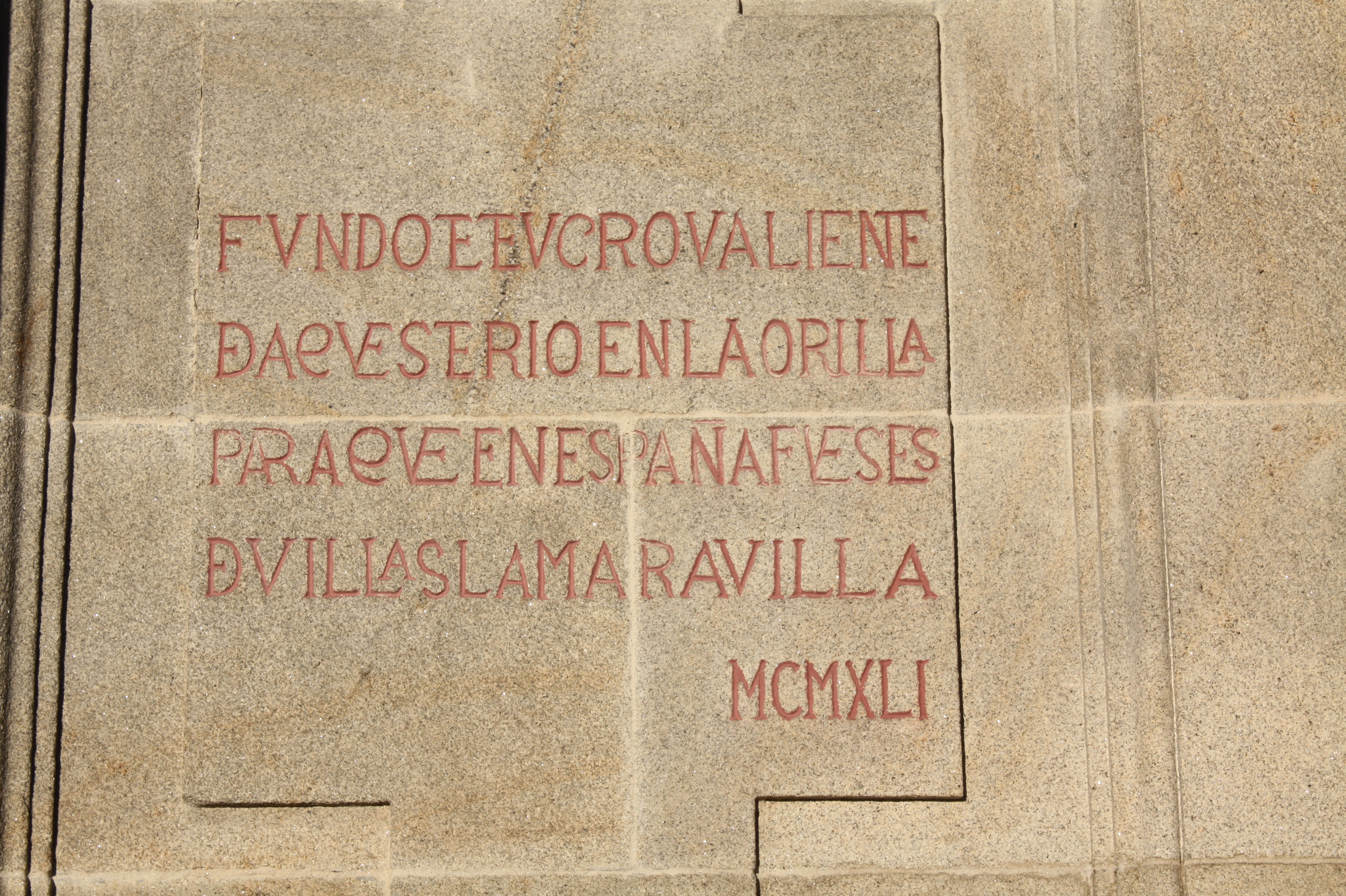
Inscripció a la façana de la Cambra Municipal
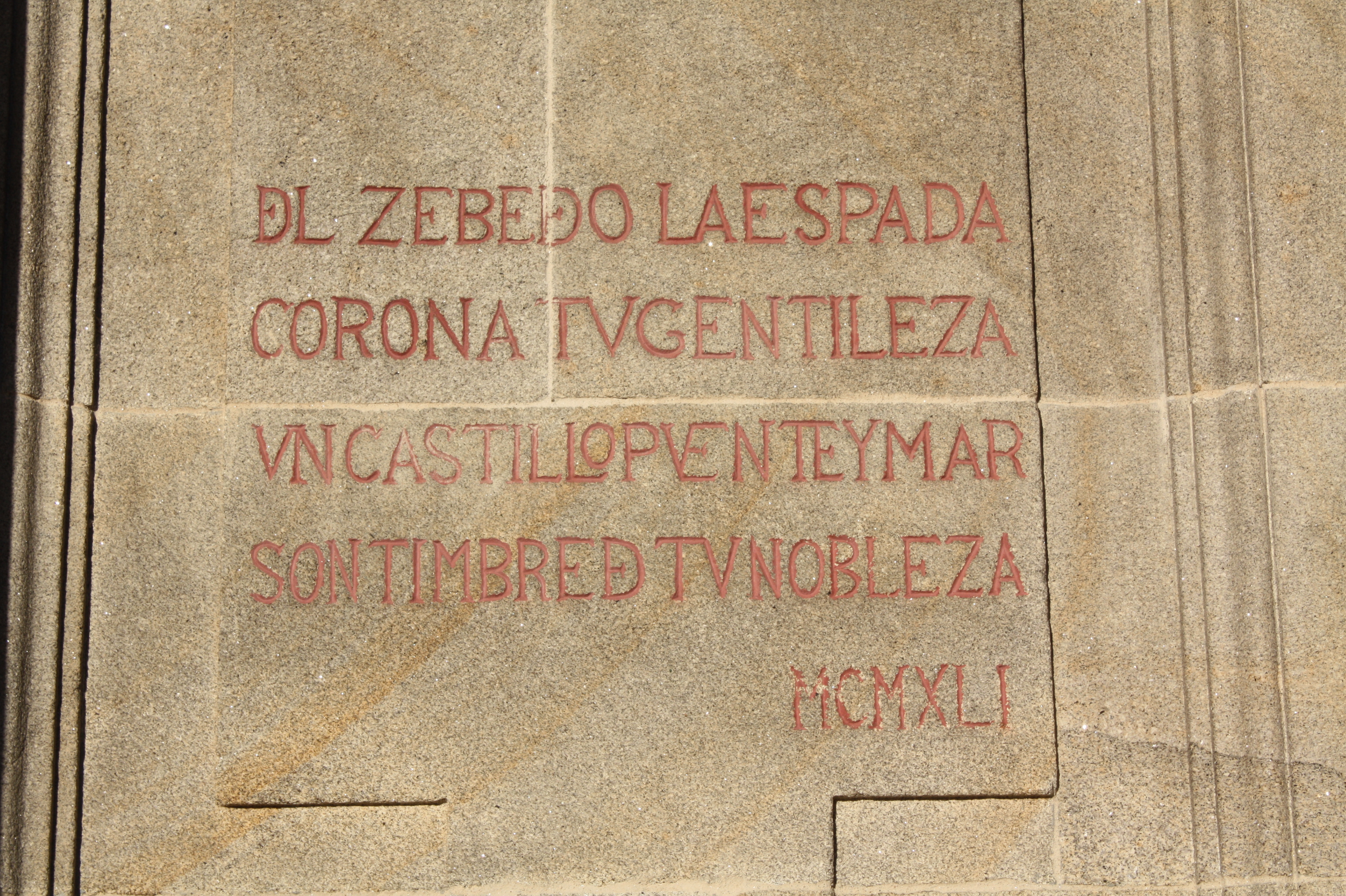
Inscripció a la façana de la Cambra Municipal (continuació)
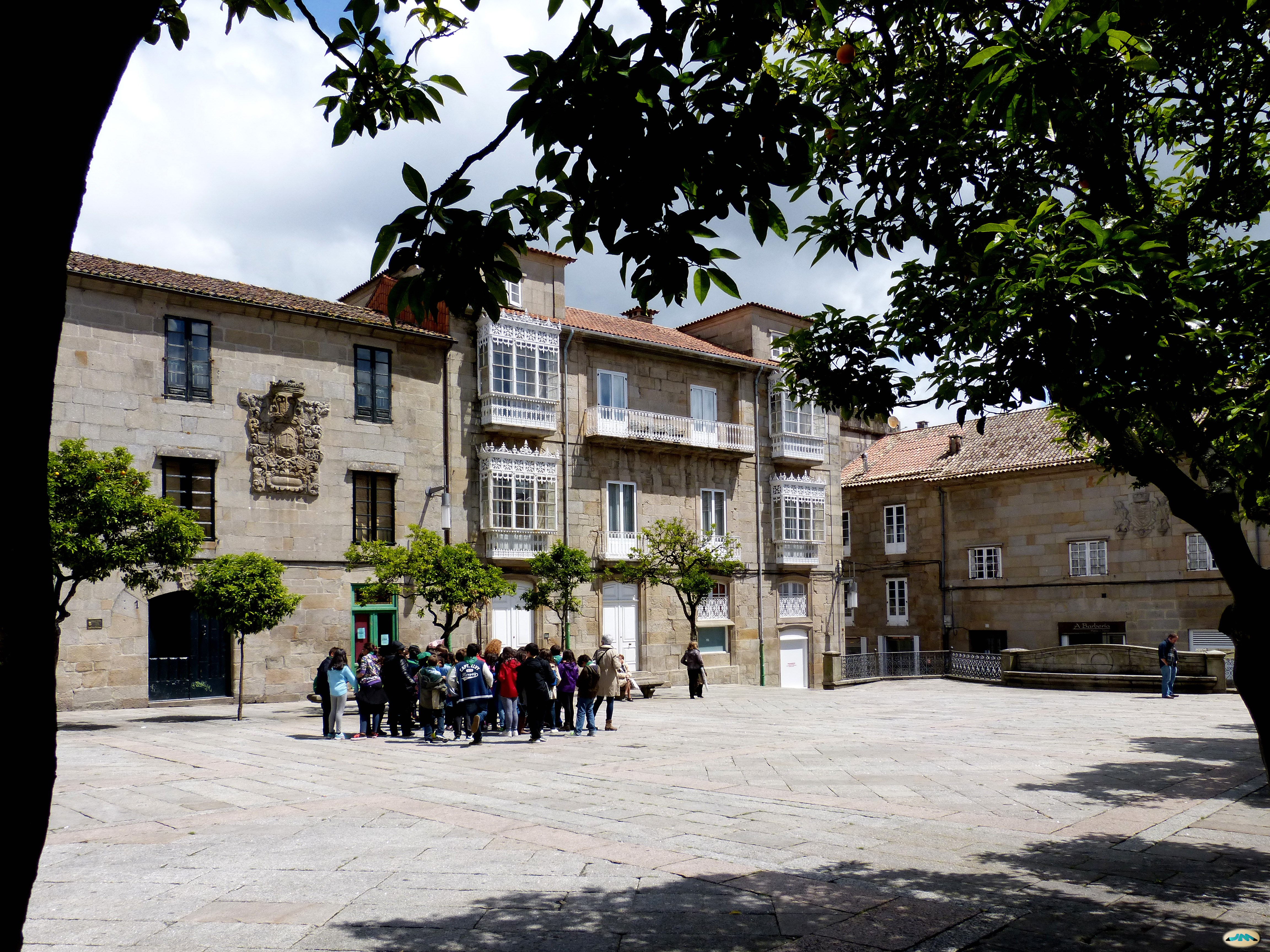
Plaça de Teucre
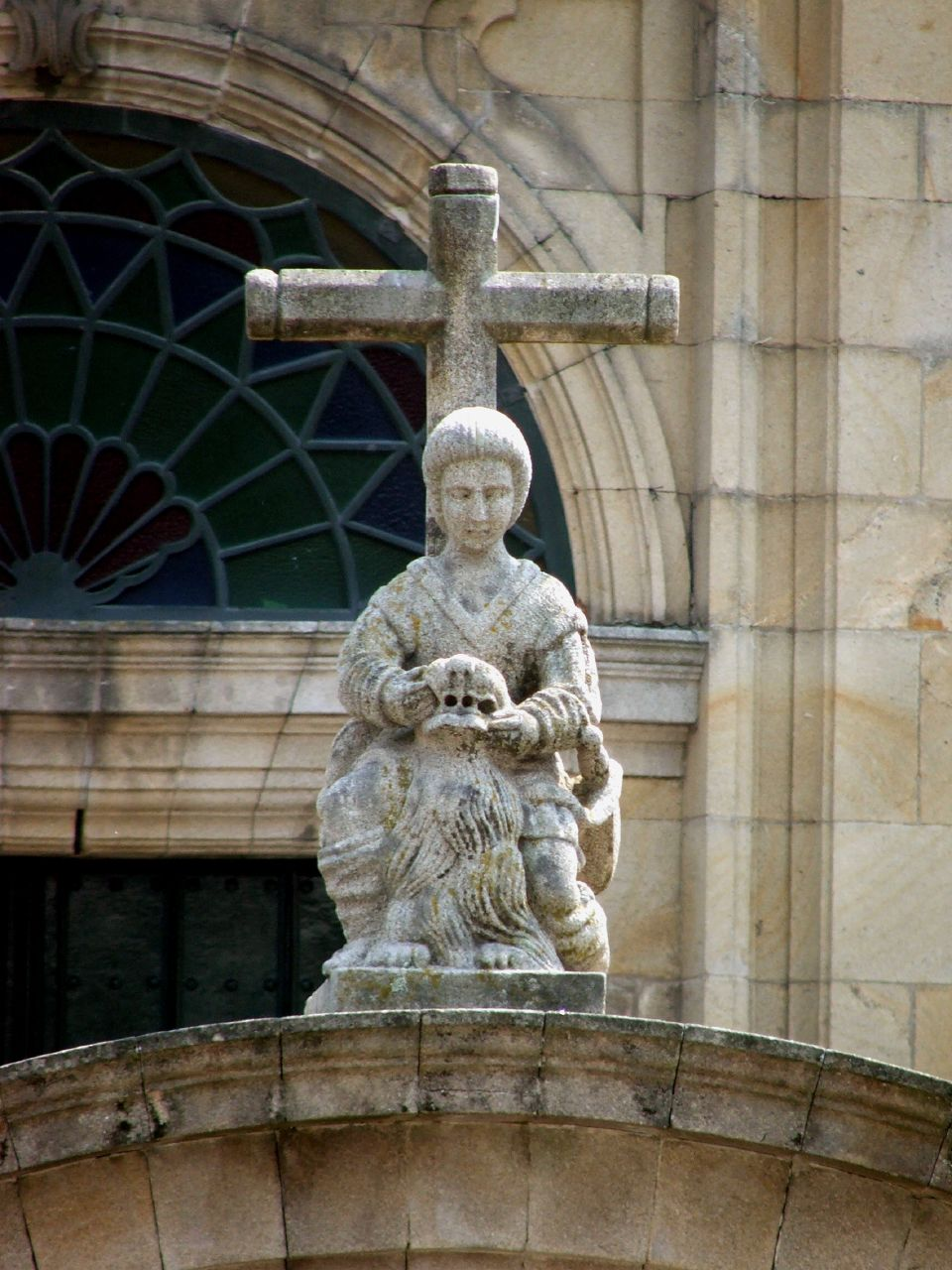
Estàtua de Teucre a l'atri de l'església de la Verge Pelegrina